# DeLaMar

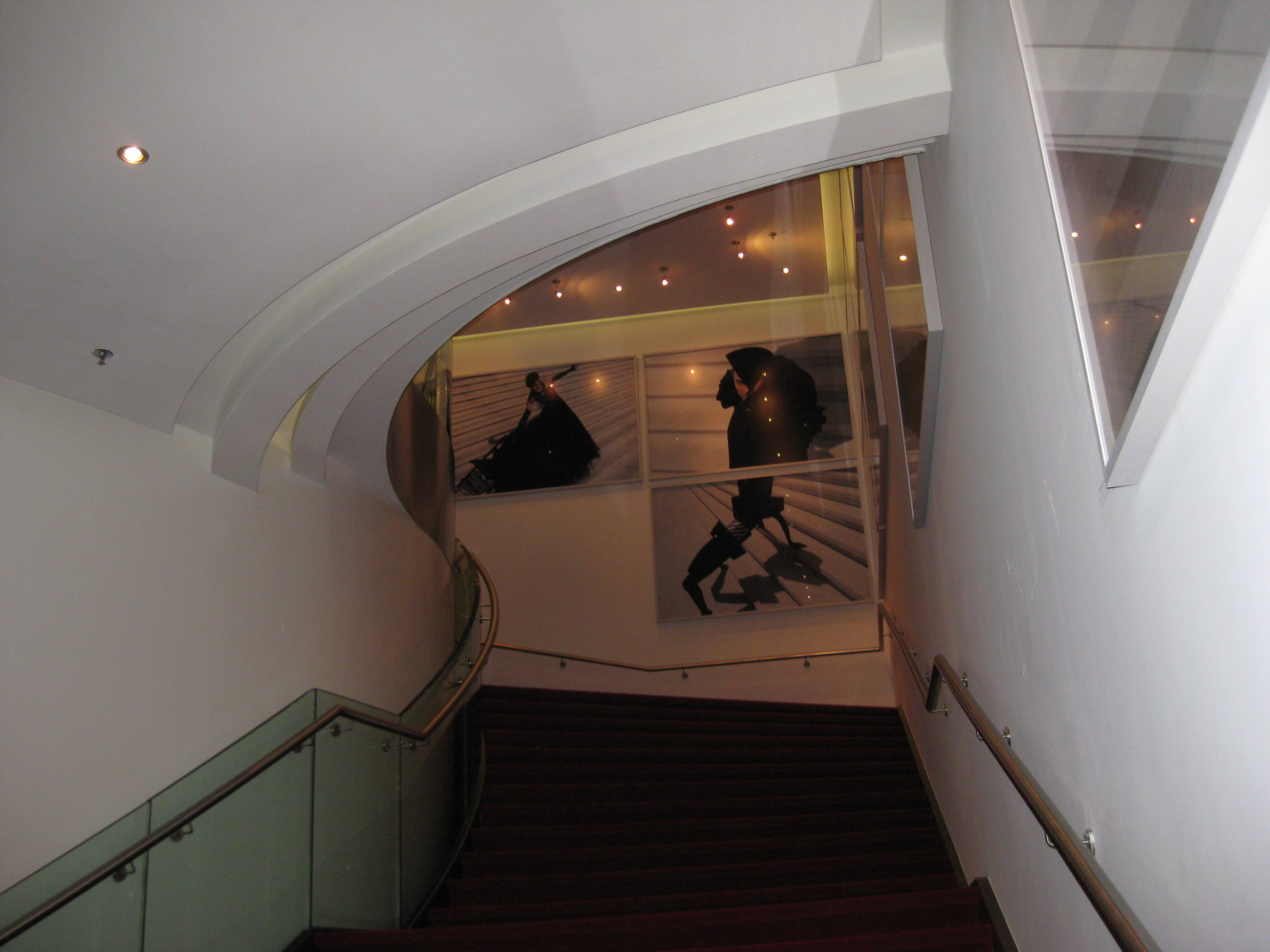
Trappenhuis

DeLaMar is een theatercomplex met twee zalen met 601 en 949 stoelen aan de Marnixstraat 402, nabij het Leidseplein in Amsterdam. 

## Geschiedenis

### Spieghelschool

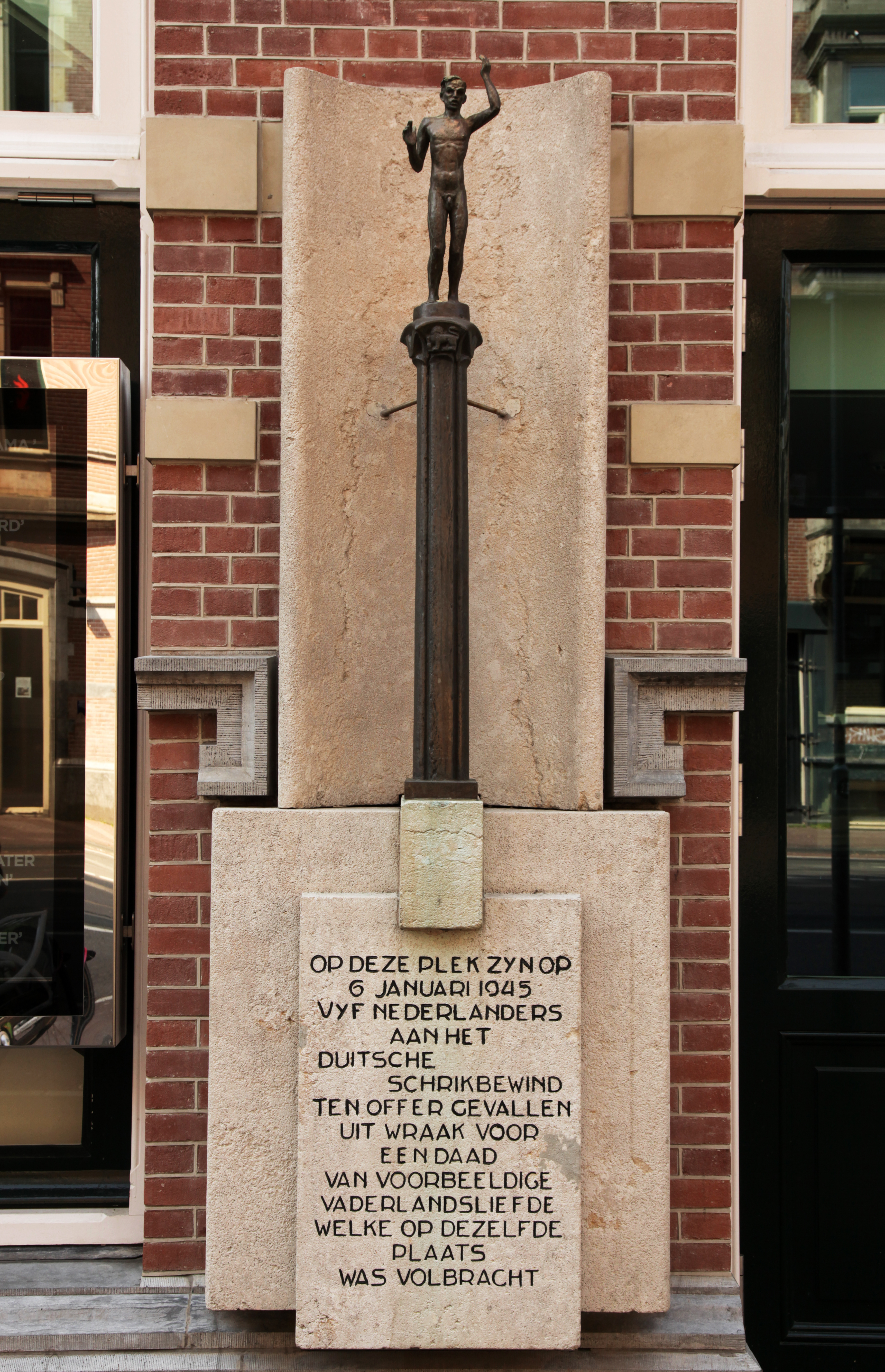
Oorlogsmonument Marnixstraat aan het theater ter herinnering aan de aanslag en represaille

Oorspronkelijk was op deze plek vanaf 1887 de Spieghelschool gehuisvest voor lager onderwijs, maar in de jaren dertig werd het gebouw als huisvesting voor een school afgekeurd. Vervolgens werd het gebouw als pakhuis gebruikt, onder andere voor het opslaan van decors uit de Stadsschouwburg.
Tijdens de Tweede Wereldoorlog werd het gebouw als opbergplaats voor gegevens van de beruchte 'Arbeitseinsatz' van de Duitse bezetter gebruikt. Verzetsstrijders pleegden er op 5 januari 1945 een aanslag waardoor het gedeeltelijk uitbrandde.

### Theater De la Mar
Het gebouw werd na de oorlog gekocht door de architect Piet Grossouw, de echtgenoot van cabaretière Fien de la Mar, met de bedoeling er een klein theater in te beginnen. Hij noemde het  Theater De la Mar, naar zijn in 1930 overleden schoonvader Nap de la Mar. De première van het eerste toneelstuk, Maya van Simon de Gantillon, door het gezelschap Comedia, was op 31 juli 1947. Fien de la Mar trad er enkele jaren op in de bekende cabarets van Cor Ruys en Willy van Hemert. Het theater kwam echter al spoedig in geldnood en in 1950 moesten Grossouw en De la Mar het theater opgeven.
Het interieur van Theater De la Mar werd ontworpen door interieurarchitect en meubelmaker Ad Grimmon.

### Nieuwe De la Mar Theater
Twee jaar later nam Wim Sonneveld de leiding van het theater op zich, samen met Piet Meerburg en Paul Kijzer. Ze richtten op 8 mei 1953 de nog immer bestaande Nieuwe De la Mar Theater B.V. op en herdoopten het theater tot Nieuwe De la Mar Theater. Dit overigens tot grote ergernis van Fien de la Mar, die er sindsdien geen voet meer over de drempel zette.  Het theater werd op 23 december 1952 heropend, met Wim Sonnevelds musical Het meisje met de grote voeten.
Nadat het Leidseplein Theater een bioscoop werd, tweeledig, onder de namen Calypso en Bellevue Cinerama, ging ook Wim Kan zijn voorstellingen, na de herstart aan de Leidsekade, in het Nieuwe De la Mar Theater geven, waardoor het theater landelijke bekendheid kreeg door de oudejaarsconferences. Er volgde een bloeiperiode met cabaretavonden van Sonneveld, politiek geëngageerd cabaret van Wim Kan en musicals van Annie M.G. Schmidt. Daarnaast waren er toneelstukken en kindervoorstellingen te zien. Het spraakmakende toneelstuk Wie is er bang voor Virginia Woolf? van Edward Albee beleefde in 1964 zijn Nederlandse première in het Nieuwe de la Mar bij De Nederlandse Comedie.     
Sonneveld bleef tot zijn dood op 8 maart 1974 betrokken bij het theater. Meerburg bleef tot 1987 eigenaar en directeur, waarna de gemeente Amsterdam de exploitatie overnam.
Het theater sloot op 31 december 2005 zijn deuren. Freek de Jonge was de laatste die er optrad. De komedie Een Rits te Ver van, en met, Jon van Eerd was de laatste toneelproductie die in het oude theater te zien was voor de verbouwing tot DeLaMar van start ging.

### DeLaMar Theater
De VandenEnde Foundation heeft, in samenwerking met architect Arno Meijs en Jo Coenen, het 'Nieuwe De la Mar Theater' en de aangrenzende bioscoop Calypso herbouwd tot een nieuw theatercomplex. Het complex was in november 2010 klaar en opende met onder andere de musical La Cage Aux Folles, met in de hoofdrollen Jon van Eerd en Stanley Burleson. Op 28 november 2010 vond de officiële opening plaats door koningin Beatrix. De gevel kenmerkt zich door een glazen constructie waarbinnen de oorspronkelijke gevel, ontworpen door Eduard Cuypers uit 1881, gereconstrueerd is.
De VandenEnde Foundation stelde na de opening gedurende tien jaar 63 miljoen euro beschikbaar voor de programmering door een zelfstandige directie. De jaarlijkse overheidssubsidie van 2 miljoen euro wordt in balans gehouden door de huur, waarvoor hetzelfde bedrag betaald wordt. Er werden duidelijke voorwaarden in de overeenkomst opgenomen. Het mocht geen "Joop van den Ende-theater" worden, al werd Joop van den Ende Theaterproducties niet uitgesloten van deelname. De programmering moest in de stijl van het oude 'Nieuwe de la Mar' blijven. Dat betekende dat er zowel toneel als cabaret te zien moest zijn en zowel vrije als gesubsidieerde producties. 

## Trivia
- Tegen Wim Sonneveld, die nog altijd met succes optrad in het Leidseplein Theater, zei Fien de la Mar ooit: "Ze komen wel bij jou in die drollenhoek maar in mijn bonbonnière blijven ze weg!"[6]
- Fien De la Mar werd na haar dood in 1965 in de foyer van haar "eigen" theater opgebaard.
- Fans konden in 2011 in dit theater afscheid nemen van Johnny Kraaijkamp sr.
- Een van de twee zalen van het huidige DeLaMar is vernoemd naar Wim Sonneveld. Dit herinnert nog aan de betrokkenheid van Wim Sonneveld bij het oude theater. De andere zaal is vernoemd naar Mary Dresselhuys.
- Het DeLaMar heeft regelmatig de première van een theaterstuk. Zo werd in 2024 de première van A xXxmas Carola gevierd in het theater.